# Novgorodští Slované

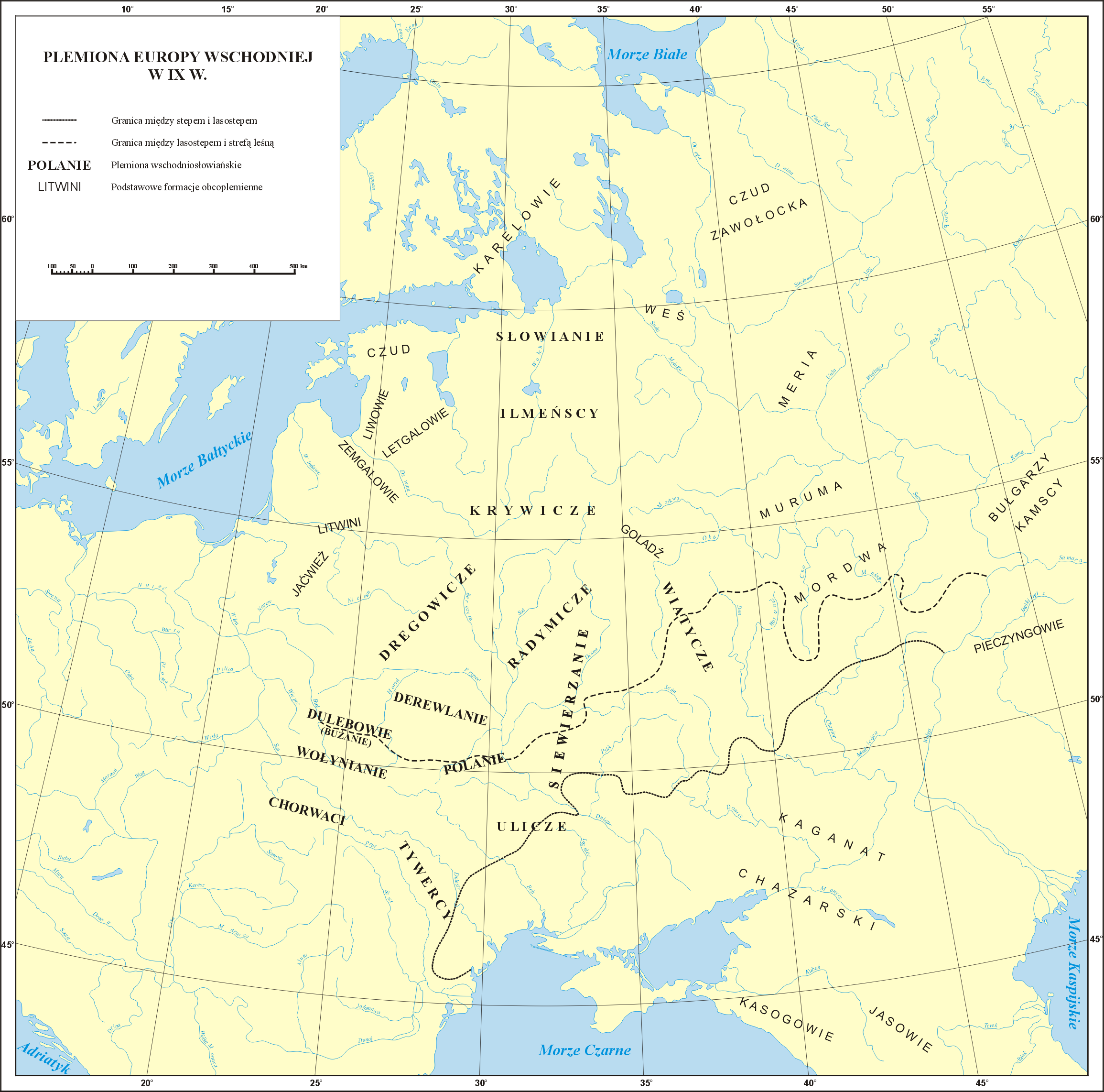
Východoslovanské kmeny

Novgorodští Slované nebo ilmeňští Slované byly východoslovanské kmeny žijící v druhé polovině 1. tisíciletí v oblasti Ilmeňského jezera, povodí řek Volchov, Lovať, Msta a horního toku řeky Mologa. Tyto kmeny tvořily hlavní část obyvatelstva v oblasti Novgorodu.
Novgorodští Slované byli nejspíš odlišní od jiných slovanských kmenů, které kolonizovaly oblast dnešního Ruska, v tom, že byli úzce spjatí s polabskými Slovany co se týče jazyka a tradic. Usadili se většinou v severním Rusku, kde žily finské národy (podél hlavních řek), dokud se nesetkali s expanzí Krivičů.